# Martin von Kempe
Martin (von) Kempe (* 5. Juni 1642 in Königsberg; † 31. Juli 1683 ebenda) war ein deutscher Dichter, Literaturhistoriker  und Übersetzer. 1677 wurde er von Kaiser Leopold nobilitiert.

## Leben
Kempe wurde in Königsberg geboren, wohin seine Familie aus Wohlau in Schlesien zugezogen war. Er besuchte das Danziger Gymnasium, wo er mit dem Dichter Johann Peter Titz bekannt wurde.  Am 12. Juli 1660 immatrikulierte er sich an der Universität Wittenberg. Weitere Studien folgten in Helmstedt, sowie ab 1661 in Jena, wo er 1665 zum Magister promovierte. Durch Georg Neumark wurde er in Weimar zum Dichter gekrönt. In Nürnberg nahm ihn Sigmund von Birken 1665 als der Preußische Damon in den Pegnesischen Blumenorden auf. 1668 folgte die Aufnahme als der Erkorene in die Fruchtbringende Gesellschaft. In der Deutschgesinnten Genossenschaft wurde er der Unsterbliche genannt, und im Elbschwanenorden hieß er Kleodor. Damit war Kempe im 17. Jahrhundert, der Barockzeit, der einzige deutsche Dichter von Rang, der Mitglied in allen bedeutenden Sprachgesellschaften war.
Kempe unternahm Studienreisen nach Dänemark, Holland und England, um an dortigen Universitätsbibliotheken seine Literaturkenntnisse zu erweitern; längere Zeit verbrachte er an der Universität Oxford. Um 1671 wurde er in Königsberg zum kurfürstlich-brandenburgischen Historiographen ernannt. Kempe ist (mit Bildnis) unter dem Namen Martin von Kempen  im Deutschen Biographischen Adelsrepertorium verzeichnet (s. Weblinks).
Kempes teilweise bis heute unediertes Werk zeugt von außerordentlicher Vielseitigkeit. Von deutscher Lyrik bis zu gelehrten lateinischen Abhandlungen, von Schäferdichtungen bis zur Historiographie schließt sein Werk auch Übersetzungen aus dem Niederländischen und Englischen ein.
Mit Sigmund von Birken unterhielt Kempe über Jahre hinweg einen intensiven Briefwechsel, der Aufschlüsse über die Literaturszene des Barockjahrhunderts zulässt – angefangen von der Konzeption von Werken über die technischen Verfahren des Drucks bis hin zur Gestaltung von Buch und Auflage. Darüber hinaus wirft diese Korrespondenz ein Licht auf die intellektuellen Verhältnisse der Barockautoren untereinander.

## Werke (Auswahl)
- Neugrünender Palm-Zweig der Teutschen Helden-Sprache und Poeterey. Jena 1664.
- Poetische Lust-Gedancken.  Zeitz 1665
- Poesis Triumphans oder Sieges-Pracht der Dichtkunst.  Königsberg 1676